# Municipio de Lake Jessie
El municipio de Lake Jessie (en inglés: Lake Jessie Township) es un municipio ubicado en el condado de Itasca en el estado estadounidense de Minnesota. En el año 2010 tenía una población de 303 habitantes y una densidad poblacional de 3,19 personas por km².

## Geografía
El municipio de Lake Jessie se encuentra ubicado en las coordenadas 47°37′54″N 93°50′14″O / 47.63167, -93.83722. Según la Oficina del Censo de los Estados Unidos, el municipio tiene una superficie total de 95.01 km², de la cual 86,55 km² corresponden a tierra firme y (8,91 %) 8,46 km² es agua.

## Demografía
Según el censo de 2010, había 303 personas residiendo en el municipio de Lake Jessie. La densidad de población era de 3,19 hab./km². De los 303 habitantes, el municipio de Lake Jessie estaba compuesto por el 98,35 % blancos, el 0,99 % eran amerindios, el 0,66 % eran asiáticos. Del total de la población el 0 % eran hispanos o latinos de cualquier raza.